# Cokaifagne
Cokaifagne est un hameau belge situé en province de Liège dans la commune de Jalhay.
Avant la fusion des communes de 1977, Cokaifagne faisait partie de la commune de Sart-lez-Spa.

## Situation et description
Cokaifagne est un hameau ardennais d'altitude. Il étire ses habitations entre Sart-Station, Hockai et Baronheid (commune de Stavelot) le long de la route nationale 640 et des rues adjacentes. La sortie no 10 de l'autoroute E42 se trouve à proximité du hameau. L'altitude varie entre 460 m (au nord) et 550 m (au sud).

## Activités
Le hameau possède des chambres d'hôtes.